# Seeed
Seeed ist eine Berliner Band, die vor allem in den Genres Reggae und Dancehall tätig ist. Bis zum Tod des Sängers Demba Nabé im Mai 2018 bestand sie aus elf Musikern. Dreimal gewann sie den Echo.

## Geschichte
Die Band Seeed wurde 1998 in Anlehnung an das Konzept der „Marching Band“ und als „mobiles Reggae-Sondereinsatzkommando“ (siehe Soundsystem) gegründet. Während viele Lieder für die Alben am Computer produziert wurden, zeichnete sich die Band auf Live-Auftritten durch ein großes Spektrum verschiedener Instrumente, allen voran den Einsatz diverser Blasinstrumente, aus. Mittlerweile wird auch für die auf Alben verwendeten Riddims mehr auf echte Instrumente gesetzt. Der Bandname setzt sich aus den Musikstilen Sub und Dub zusammen. Dass Seeed mit drei „e“ geschrieben wird, hat grafische Gründe und steht nicht, wie früher behauptet, als Abkürzung für die Sänger (angebliche Spitznamen „Enuff“, „Ear“ und „Eased“). Die Sänger haben sich laut Peter Fox nie so genannt, was allerdings den Angaben im Booklet ihres ersten Albums widerspricht.
Im Jahr 2000, zwei Jahre nach der Gründung, waren Seeed mit dem Stück Top of the City, das von dem Warner-Label Downbeat Records veröffentlicht wurde, auf dem Kanak-Attack-Soundtrack zum gleichnamigen Kinofilm von Lars Becker vertreten. Im Mai 2001 waren sie vor 70.000 Zuschauern vor dem Kölner Dom die Vorgruppe von R.E.M. Die Band hatte 2002 in Almut Gettos Kinofilm Fickende Fische einen Gastauftritt.
Mit Waterpumpee und dem dazugehörigen Doctor’s-Darling-Riddim hatten Seeed 2002 als erste deutschsprachige Band einen Hit in Trinidad und Tobago. Der große Erfolg im Ausland war der Grund dafür, dass Seeed eine englischsprachige Version des Albums Music Monks herausbrachte. Es folgten eine Afrika-Tour, Touren in Frankreich und weiteren Riddims und Combinations mit jamaikanischen Künstlern.

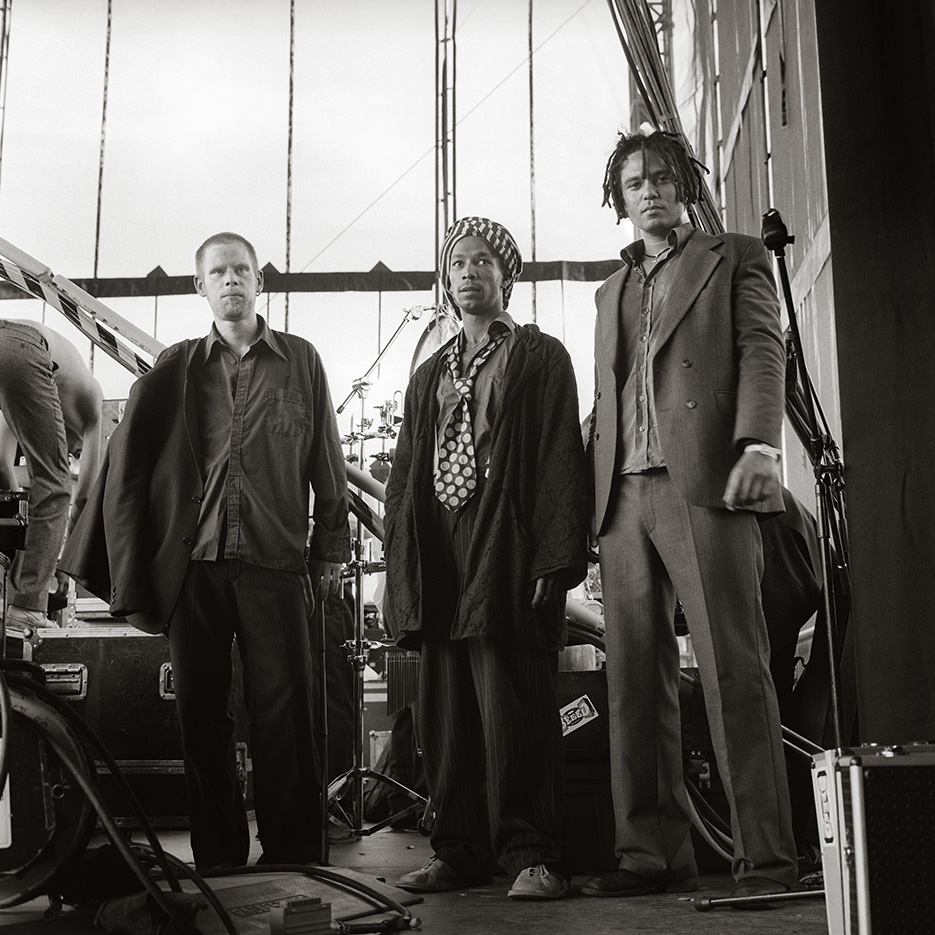
HipHop Open Stuttgart 2001

Am 14. Oktober 2005 erschien das dritte Studioalbum Next! in Deutschland und Österreich. Nach Aussagen von Seeed waren bei diesem Album mehr Bandmitglieder als Produzenten tätig und nicht nur als Musiker. Dadurch beinhaltet das Album mehrere verschiedene Stile. Kurz darauf verließ DJ Illvibe die Band und wurde durch DJ Luke ersetzt. Im Jahr 2006 gewannen Seeed den Bundesvision Song Contest mit dem Song Ding. Next! wurde 2006 in Frankreich, Belgien, Luxemburg, den Niederlanden, Italien, Dänemark, Norwegen, Tschechien, Polen, Ungarn und Portugal veröffentlicht.
Bei der Eröffnungsfeier der Fußball-WM 2006 in München spielten Seeed den Song Good to Know, die internationale Version von Schwinger. Im November 2006 erschien die DVD Live. Am 7. Juni 2007 trat die Band beim Konzert „Deine Stimme gegen Armut“ in Rostock auf. 2008 sprachen sich Seeed als Mitunterzeichner eines offenen Briefes an Bundeskanzlerin Angela Merkel auf einer ganzseitigen Anzeige in der Süddeutschen Zeitung, der Frankfurter Allgemeinen Zeitung und der tageszeitung gegen das illegale Filesharing urheberrechtsgeschützter Inhalte aus.
Nach längerer Pause arbeitete die Formation ab Anfang 2010 wieder im Studio an einem gemeinsamen Album. Ein erster Song mit dem Titel Molotov stand seit dem 8. Juli 2011 mehrere Wochen auf ihrer Webseite kostenlos zum Download zur Verfügung. Am 9. August wurde die erste Single Wonderful Life auf ihrer Webseite und bei YouTube freigeschaltet. Bei dem Stück handelt es sich um ein Cover des 1987 veröffentlichten gleichnamigen Stücks des Musikers Black. Am 30. September 2011 erschienen schließlich beide Songs zusammen auf der EP Molotov / Wonderful Life. Im August 2011 traten Seeed auf vier Festivals auf: dem Frequency in St. Pölten, dem Highfield-Festival in Großpösna, dem Open Air Gampel sowie bei Rock am See in Konstanz.
Am 28. September 2012 erschien das vierte Studioalbum Seeed, welches bei Veröffentlichung Platz eins der deutschen Album-Charts erreichte. Es war das erste Nummer-eins-Album der Band. Die erste Single Beautiful feierte am 31. August im Ersten Videopremiere. Am 2. November 2012 erschien das Video zu dem Song Augenbling, der am 16. November 2012 als zweite Single erschien. Die dritte Single Deine Zeit erschien am 22. März 2013. Das Musikvideo zur Single wurde während der Seeed Tour am 2. März 2013 in Chemnitz gedreht. Es zeigt die Band bei einem am Tag zuvor via Facebook angekündigten Auftritt am Karl-Marx-Monument. Auf der Tournee 2012/2013 wurde Seeed von der US-amerikanischen Trommlergruppe „Cold Steel“ begleitet. Im Juni 2014 wurde die EP Cherry Oh in diversen Downloadportalen zum Kauf angeboten. Das titelgebende Stück Cherry Oh 2014 ist ein Cover des Stückes Cherry Oh Baby von Eric Donaldson.
Obwohl Sänger Frank Dellé am 20. August 2014 ankündigte, dass die Band 2015 vorerst keine Konzerte in Deutschland spielen würde, spielte die Band im Spätsommer 2015 auf der Europa-Premiere des Lollapalooza-Festivals auf dem Tempelhofer Feld. Seeed waren Teil der deutschen Version des Charity-Songs Do They Know It’s Christmas? von Band Aid, die am 21. November 2014 erschien.

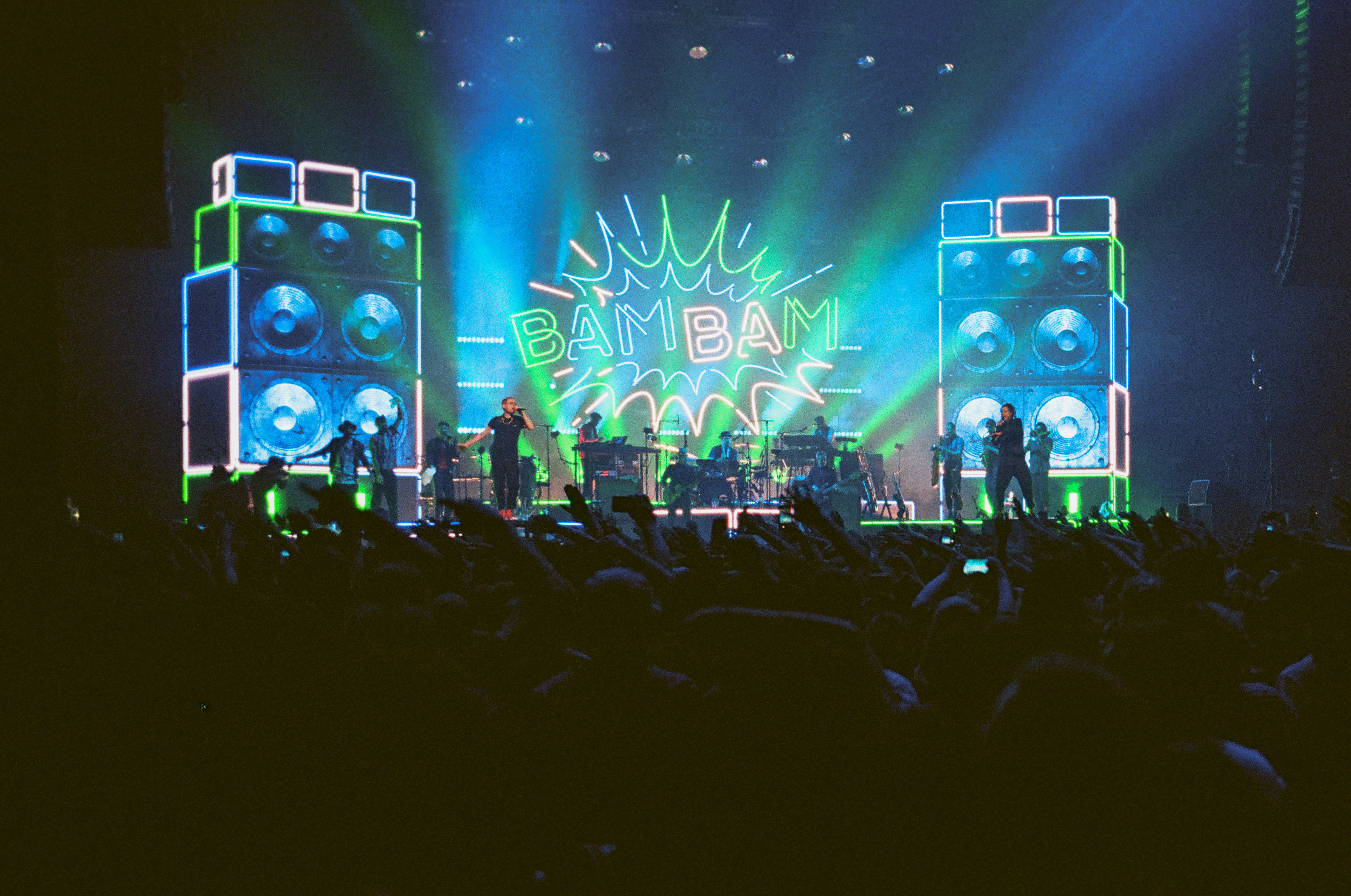
Seeed (2020)

Am 31. Mai 2018 starb Sänger Demba Nabé. Die Band entschloss sich nach einer Bedenkpause dennoch weiter als Seeed aufzutreten. Die erste Single Ticket, welche im April 2019 erschien, wurde Demba Nabé gewidmet. Die zweite Single Lass sie gehn erschien im Juli 2019; im Oktober 2019 erschien das Album Bam Bam. Nach der Hallentour waren weitere Open-Air-Konzerte im Sommer 2020 angesetzt, u. a. in der Berliner Waldbühne sowie der Parkbühne Wuhlheide; nach deren Verschiebung infolge der COVID-19-Pandemie veröffentlichte die Band Ende Juli 2020 die Single Hale-Bopp, ein nach dem gleichnamigen Kometen benanntes Liebeslied.

## Mitglieder
Die Band bestand bis zu Nabés Tod aus den drei Leadsängern Frank Dellé, Pierre Baigorry und Demba Nabé. Alle sind in Berlin mehrsprachig als Kinder deutscher und ausländischer Eltern aufgewachsen: Dellés Vater stammte aus Ghana, Baigorrys Mutter aus dem französischen Baskenland und Nabés Vater aus Guinea.
Die Rhythmusgruppe bilden hauptsächlich Musiker aus Berlin: Baigorrys Bruder Sebastian Krajewski (Schlagzeug) und Tobias Cordes (Bass), ergänzt durch Rüdiger Kusserow (Gitarre), Moritz Schumacher (Saxophon) und DJ Luke (Discjockey). Der Bad Kreuznacher Torsten Reibold (Keyboard), der Westschweizer Jérôme Bugnon sowie Alfi Trowers aus Kingston (Jamaika) sind seit vielen Jahren in Berlin ansässig.

### Solo- und andere Projekte
- Sebastian Krajewski und Tobias Cordes waren bis 2000 Mitglieder der Hamburger Rockband Kungfu.
- 2007 gründete Seeed-Sänger Demba Nabé sein Soloprojekt Boundzound.[23][24] 2011 folgte ein zweites Album.
- Pierre Baigorry begründete 2007 sein Soloprojekt Peter Fox.[25] 2019 veröffentlichten Pierre Baigorry und Sway Clarke als Ricky Dietz zwei Singles.[26]
- Frank Dellé begann sein Soloprojekt Dellé 2009. Ein zweites Album erschien 2016.
- Tobias Cordes gründete 2014 sein eigenes Modelabel Ferox Featherworks, das sich auf Fliegenfischen-Ausrüstung spezialisiert.
- Rüdiger Kusserow produzierte 2018 das Album Kinder der Revolution der Band Vizediktator und ist als professioneller Fotograf tätig.
- Torsten Reibold wirkt als freischaffender Komponist von Film-, Bühnen- und Hörspielmusik sowie Theaterschaffender. Seit 2018 Co-Geschäftsführer des bandeigenen Verlags SEEED Publishing GmbH.
- Moritz Schumacher ist seit 2006 mit seiner eigenen Band Frogg aktiv.
- Jérôme Bugnon war als Songwriter für Miss Platnum tätig und spielt mit DJ Illvibe im Quartett Hornbeef. Seit 2018 ist er Co-Geschäftsführer des bandeigenen Verlags SEEED Publishing GmbH.
- Sebastian Krajewski (alias „Based“, Schlagzeug), Tobsen Cordes (alias „El Gris“, Bass) und Jérôme Bugnon (alias „Tchamp“, Posaune und Keyboard) veröffentlichten zusammen mit Dirk Berger (Gitarre) von The Krauts als Tutti Bounce 2022 die EP Jackie[27] und traten u. a. als Vorband für Peter Fox auf[28].

Seeed auf dem Lollapalooza 2015
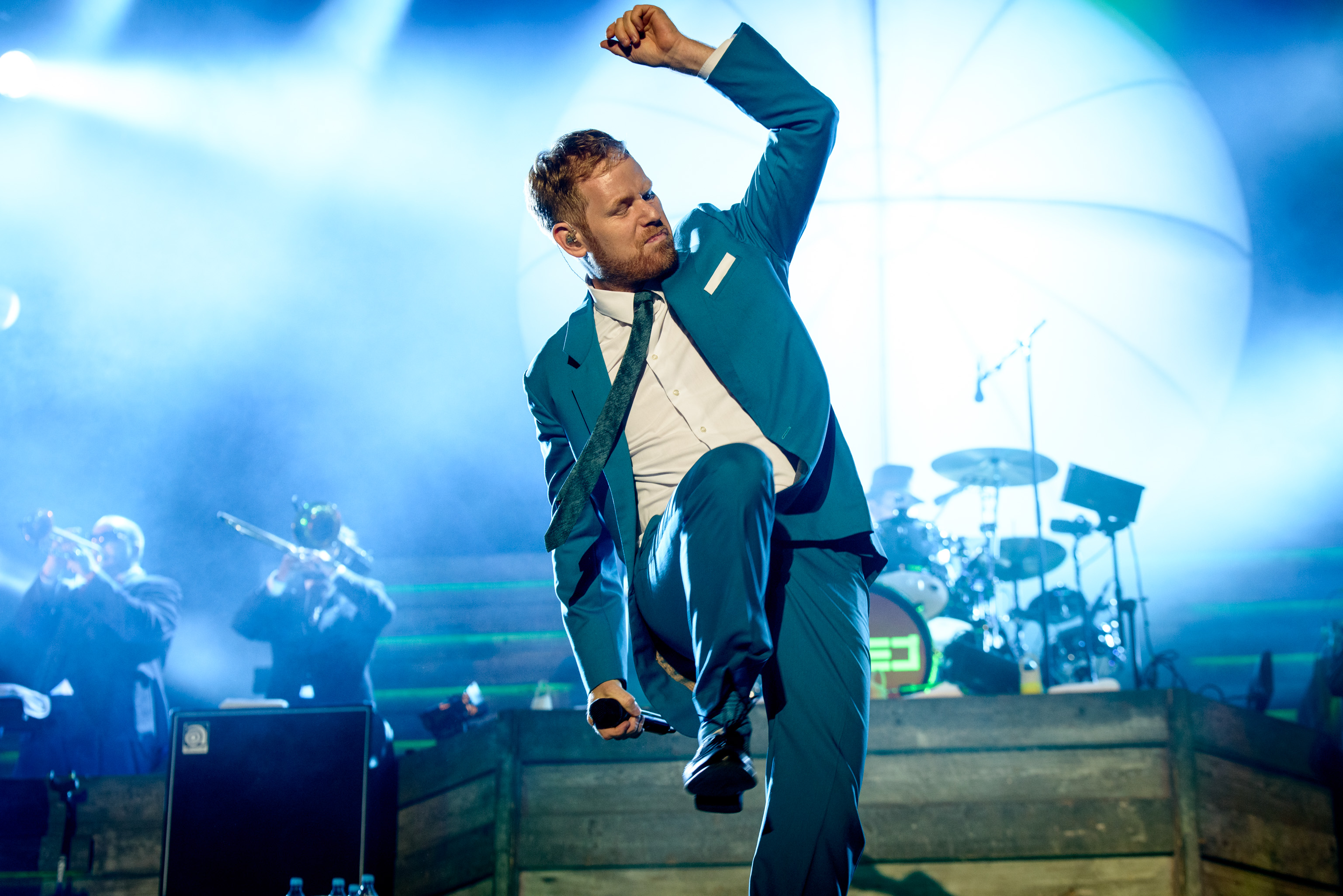
Pierre Baigorry alias „Enuff“ alias „Peter Fox“
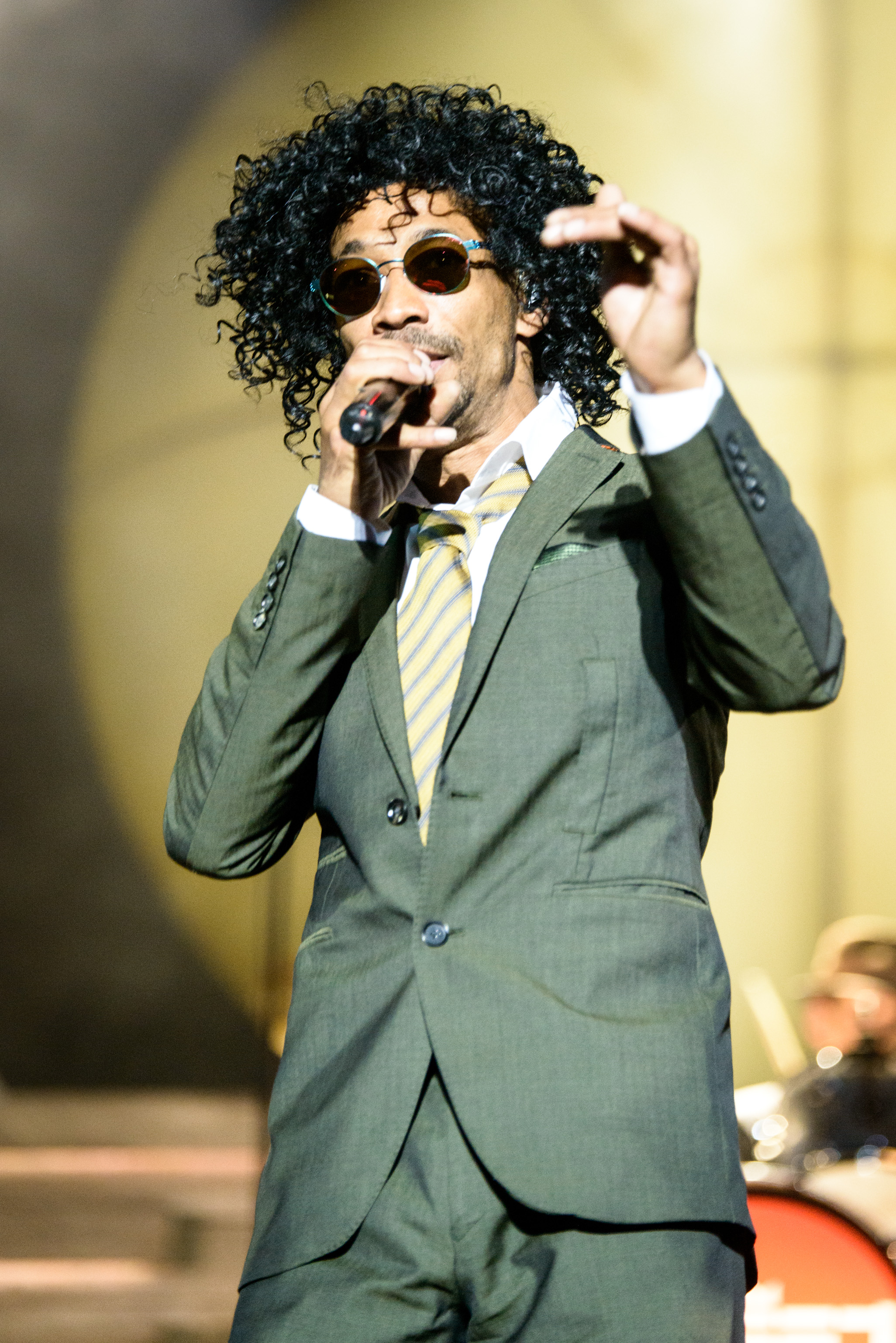
Demba Nabé alias „Ear“ alias „Boundzound“
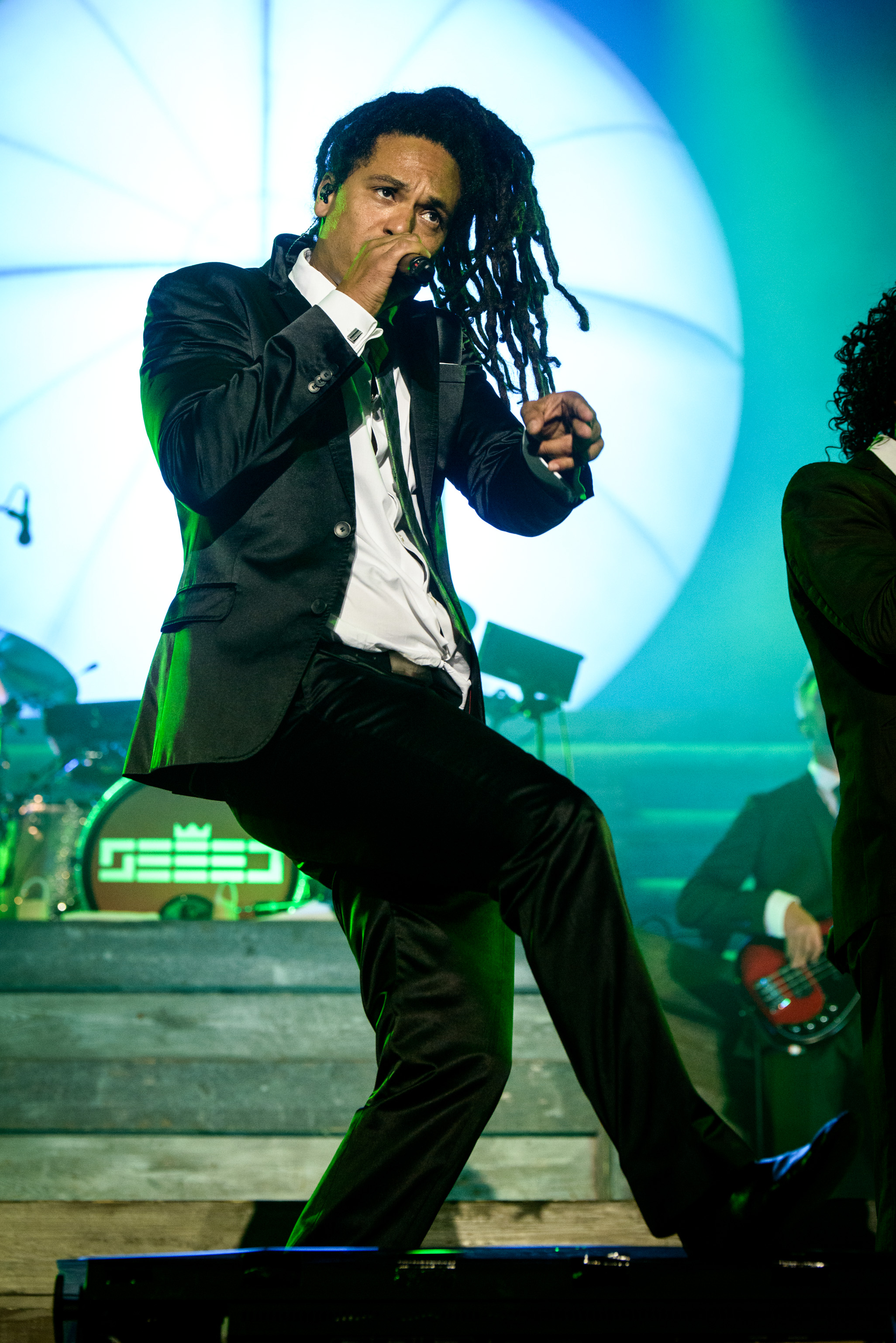
Frank A. Dellé alias „Eased“ alias „Dellé“

## Diskografie
Studioalben

| Jahr | Titel Musiklabel                       | Höchstplatzierung, Gesamtwochen, AuszeichnungChartplatzierungen (Jahr, Titel, Musiklabel, Platzierungen, Wochen, Auszeichnungen, Anmerkungen) | Höchstplatzierung, Gesamtwochen, AuszeichnungChartplatzierungen (Jahr, Titel, Musiklabel, Platzierungen, Wochen, Auszeichnungen, Anmerkungen) | Höchstplatzierung, Gesamtwochen, AuszeichnungChartplatzierungen (Jahr, Titel, Musiklabel, Platzierungen, Wochen, Auszeichnungen, Anmerkungen) | Anmerkungen |
| Jahr | Titel Musiklabel                       | DE | AT | CH | Anmerkungen |
| ---- | -------------------------------------- | --- | --- | --- | --- |
| 2001 | New Dubby Conquerors WEA Records (WMG) | DE17 Gold · (36 Wo.)DE | AT34 (8 Wo.)AT | — | Erstveröffentlichung: 21. Mai 2001 Verkäufe: + 150.000                                                                  |
| 2003 | Music Monks Downbeat Records (WMG)     | DE4 Platin · (22 Wo.)DE | AT12 Gold · (22 Wo.)AT | CH15 (24 Wo.)CH | Erstveröffentlichung: 2. Juni 2003 Verkäufe: + 215.000                                                                  |
| 2005 | Next! Downbeat Records (WMG)           | DE2 ×3Dreifachgold · (45 Wo.)DE | AT3 Gold · (44 Wo.)AT | CH11 Gold · (38 Wo.)CH | Erstveröffentlichung: 14. Oktober 2005 (DE-Version) Erstveröffentlichung: 12. Mai 2006 (EN-Version) Verkäufe: + 335.000 |
| 2012 | Seeed Downbeat Records (WMG)           | DE1 ×3Dreifachgold · (47 Wo.)DE | AT2 Gold · (33 Wo.)AT | CH5 (28 Wo.)CH | Erstveröffentlichung: 28. September 2012 Verkäufe: + 310.000                                                            |
| 2019 | Bam Bam BMG Rights Management (WMG)    | DE2 (20 Wo.)DE | AT3 (9 Wo.)AT | CH3 (6 Wo.)CH | Erstveröffentlichung: 4. Oktober 2019                                                                                   |

## Auszeichnungen und Erfolge
1 Live Krone
- 2013: Beste Band
- 2020: Beste Band[29]

Bundesvision Song Contest

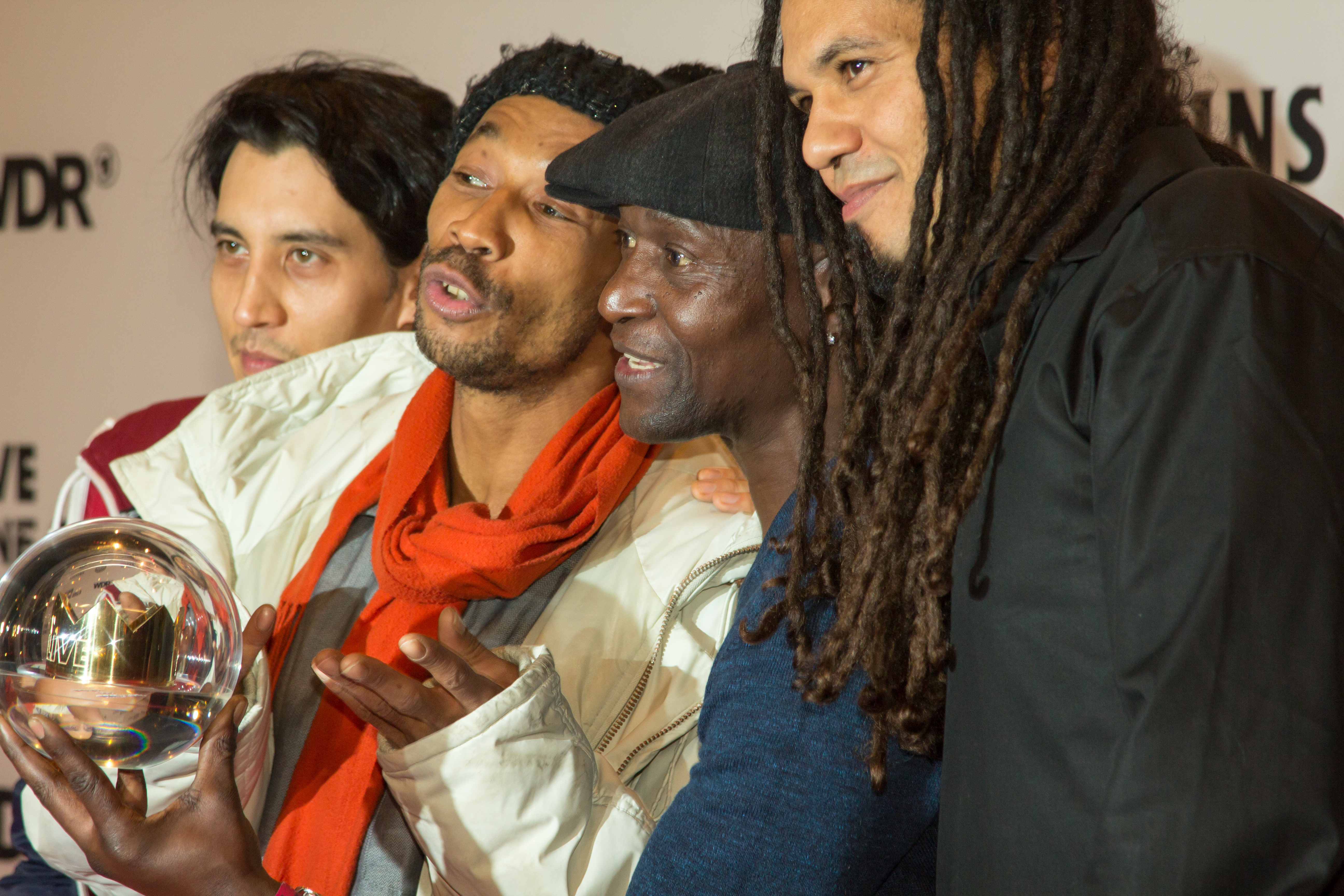
Seeed mit der 1LIVE Krone 2013

- 2006: Sieger mit dem Lied Ding (151 Punkte)

Caribbean Reggae Grammy
- 2007: in der Kategorie „Best Group International“

Echo
- 2002: in der Kategorie „Berliner Nachwuchspreis zur Förderung nationaler Pop-Musik“
- 2002: in der Kategorie „Newcomer des Jahres – national“
- 2004: in der Kategorie „HipHop – Künstler/Gruppe national“